# آن نولان كلارك
آن نولان كلارك (بالإنجليزية: Ann Nolan Clark)‏ هي كاتِبة ومؤرخة أمريكية، ولدت في 5 ديسمبر 1896، وتوفيت في 13 ديسمبر 1995.